# Безумие
„Безумие“ е български игрален филм от 1999 година, по сценарий и режисура на Свилен Димитров.

## Състав
Роли във филма изпълняват актьорите:
- Свилен Димитров